# Краснахоркаи, Ласло
Ласло Краснахоркаи (венг. Krasznahorkai László; род. 5 января 1954, Дьюла) — венгерский писатель, лауреат Международной Букеровской премии 2015 года.

## Биография
Учился на юриста в Сегеде и Будапеште. В 1983 окончил факультет истории искусств в Будапештском университете, диплом был посвящён творчеству Шандора Мараи в эмиграции. Много путешествует: в 1990 был в Монголии и Китае, в 1992 плавал по Атлантике, объехал Европу и США (1992—1998), был в Боснии (1996), Японии (1997, 2000, 2005).

## Творчество
Первая публикация — в 1977. Романы и новеллы Краснахоркаи — антиутопические притчи о гротескном существовании людей в мире, изолированном от внешних связей и лишенном осмысленных перспектив. Писатель активно сотрудничает с кинорежиссёром Белой Тарром, который поставил по его романам, новеллам и сценариям несколько фильмов, имевших международный успех.

## Избранные произведения

### Романы и новеллы
- Sátántangó/ Сатанинское танго (1985, роман; перевод на английский получил премию Рочестерского университета, 2013)
- Kegyelmi viszonyok/ Последняя милость (1986, новеллы)
- Az ellenállás melankóliája/ Меланхолия сопротивления (1989, роман)
- Az urgai fogoly/ Пленник Урги (1992, новеллы)
- Háború és háború/ Война и война (1999, роман)
- Északról hegy, Délről tó, Nyugatról utak, Keletről folyó/ С севера — гора, с юга — озеро, с востока — дорога, с запада — река (2003, роман)
- Rombolás és bánat az Ég alatt/ Разруха и печаль в Поднебесной (2004, документальный роман о Китае)
- Seiobo járt odalent/ Си-ван-му здесь среди нас (2008, роман; перевод на английский получил премию Рочестерского университета, 2014)
- Az utolsó farkas/ Последний волк (2009, роман)

### Киносценарии
- Проклятие (1988, по роману Сатанинское танго, реж. Бела Тарр)
- Последний корабль (1989, по двум новеллам, реж. Б. Тарр)
- Сатанинское танго (1991—1993, по одноименному роману, реж. Б. Тарр)
- Гармонии Веркмайстера (2000, по роману Меланхолия сопротивления, реж. Б.Тарр)
- Человек из Лондона (2007, сценарий по роману Ж. Сименона, реж. Б. Тарр)
- Туринская лошадь (2010, реж. Б.Тарр)

### Публикации на русском языке
- В сумрачном лесу: рассказ / Пер. с венгерского Ю. Гусева // Иностранная литература. 2007. № 12. С. 12—29.
- На вершине Акрополя: рассказ / Пер. с венгерского Т. Воронкиной // Нёман. 2010. № 3. С. 137—145.
- Самое позднее — в Турине: эссе / Пер. с венгерского О. Якименко // Сайт журнала «Сеанс». 16.03.2012.
- «Если и есть язык, на который стоит меня переводить, так это русский»: беседа; Рождение убийцы: рассказ / Запись беседы и пер. с венгерского О. Якименко // Иностранная литература. 2013. № 5. С. 77—115.
- Кто-то стучит в мою дверь / Пер. с венгерского О. Якименко // Иностранная литература. 2015. № 12. С. 176—182.
- Мир идет: Фрагменты книги / Пер. с венгерского В. Середы // Иностранная литература. 2017. № 5. С. 188—252.

#### Книги
- Краснахоркаи Л. Сатанинское танго: Роман / Пер. с венгерского В. Середы. — М.: АСТ; Corpus, 2018. — 352 с.
- Краснахоркаи Л. Меланхолия сопротивления: Роман / Пер. с венгерского В. Середы. — М.: АСТ; Corpus, 2020. — 448 с.

## Признание
Книги Краснахоркаи переведены на японский и основные европейские языки. Премия Аттилы Йожефа (1987), Тибора Дери (1992), Дьюлы Круди (1993), Шандора Мараи (1998), Кошута (2004), премия за лучшую переводную книгу (2013) и др. В 2008 он был приглашенным профессором Берлинского Свободного университета.